# 郭连乡
郭连乡是中国河南省许昌市禹州市下辖的一个乡。

## 行政区划
郭连乡下辖：郭西村、郭东村、寇寨村、靳庄村、韩楼村、曹庄村、孟坡村、高庙董村、大武庄村、课张村、大墙村、太和村、水泉高村、党楼村、裴庄村、阎楼村、马岗村、岗头李村、张涧村、岗孙村、岗胡村、东夏庄村、富村、黄台村、黄台寨村、四府王村、小郭庄村、军陈村、后刘村。